# Trim- en Volleybalclub Maurik

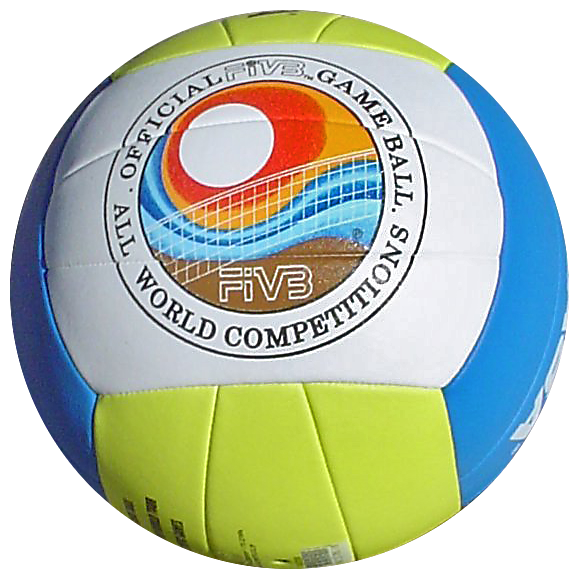

De naam van de vereniging is Trim- en Volleybal Club Maurik, afgekort TVCM. Zij was gevestigd in de voormalige gemeente Maurik, nu gemeente Buren, en werd officieel opgericht op 27 augustus 1974. De vereniging bestond echter al langer.
In 1969 werd in het dorp Maurik bij de nieuw gebouwde openbare basisschool aan de Meidoornstraat/Esdoornstraat een gymnastieklokaal gebouwd.
Bedoeld voor het geven van gymnastiekonderwijs aan leerlingen van de twee plaatselijke basisscholen.
Als zodanig is het gebouw overdag nog altijd in gebruik en ’s avonds wordt het gebruikt door plaatselijke (sport)verenigingen.  
Het is nog steeds de enige overdekte sportvoorziening in het dorp Maurik.
De stichting van deze gymzaal was voor enige mannelijke inwoners van de dorpen Eck en Wiel en Maurik in het jaar 1970 aanleiding om te starten met een groep recreanten, overwegend samengesteld uit ondernemers, middenstanders, die enige afleiding en beweging zochten in conditietraining en beoefening van de volleybalsport.
Van enige organisatie van die training onder deskundige leiding was in die beginperiode nog geen sprake. 
De trainers zijn later gekomen. Trainers die sinds de oprichting aan onze vereniging verbonden zijn geweest waren respectievelijk Rien van Middelkoop uit Culemborg, Bart Baaten uit Maurik, Jan Heijmans uit Tiel en Richard van Elst uit Tiel. 
Trimmen c.q. conditietraining vond al lange tijd niet meer plaats, het ging uitsluitend om de beoefening van de volleybalsport door heren van 18 jaar en ouder. Het was een kleine club voor "jong en oud", een hechte club, een vriendenclub, zoals het werd genoemd.
De leiding van de wekelijkse training was de laatste jaren in de deskundige handen van oud-dorpsgenoot Wim de Bruin uit Tiel.
De vereniging was lid van RecVol Rivierenland, een vereniging die een volleybalcompetitie organiseert voor dames-, heren- en gemengde recreantenteams. Aan deze competitie nam TCVM deel met 2 wedstrijdteams.
Het 1e wedstrijdteam speelde jaren in de 1e klasse heren. Het tweede team heeft maar een paar jaar bestaan en speelde in de 2e klasse heren.
Door een snelle daling van het aantal leden, viel er op 24 april 2008 het besluit om de vereniging per 1 juni 2008 te ontbinden en kwam er na 34 jaar een einde aan deze vriendenclub.